# Allium tuncelianum
Allium tuncelianum är en amaryllisväxtart som först beskrevs av Fania Weissmann- Kollmann, och fick sitt nu gällande namn av Özhatay, B.Mathew och Siraneci. Allium tuncelianum ingår i släktet lökar, och familjen amaryllisväxter. Inga underarter finns listade i Catalogue of Life.